# Don't Wanna Lose You (Gloria Estefan)
Don't Wanna Lose You is een nummer van de Cubaans-Amerikaanse zangeres Gloria Estefan uit 1989. Het is de eerste single van haar eerste soloalbum Cuts Both Ways.
Het nummer, dat gaat over een verloren liefde, werd in een aantal landen een hit. In de Amerikaanse Billboard Hot 100 werd het een nummer 1-hit. In de Nederlandse Top 40 haalde het nummer de 3e positie, en in de Vlaamse Radio 2 Top 30 de 5e.

## NPO Radio 2 Top 2000
Don't Wanna Lose You stond alleen in 1999 in de NPO Radio 2 Top 2000, op plek 1098.